# BredaMenarinibus Monocar 221
Il BredaMenarinibus Monocar 221/321 è stato un autobus italiano prodotto tra il 1995 e il 1998.

## Progetto
Già a metà degli anni '90, il costruttore bolognese BredaMenarinibus era attivo per la realizzazione di un autobus che potesse inserirsi nel neonato mercato degli autobus a pianale ribassato; infatti il Monocar 220, ereditato dalla precedente produzione Menarini, presentava un gradino in corrispondenza di ogni porta, che rendeva difficile la salita a persone a ridotta capacità motoria.

## Tecnica
Il Monocar 221 viene concepito come ribassato solo sui due accessi anteriore e centrale; una configurazione presente anche sui MAN NL202 e CAM Busotto, definita "semiribassato" o "LE".
Il motore è fornito dalla tedesca MAN, già collaboratrice di Breda in occasione dello sviluppo del Monocar 230. La carrozzeria, a struttura portante come da tradizione del costruttore bolognese, è in alluminio.
Nonostante si tenti di dare al mezzo un'estetica più moderna, introducendo dettagli eleganti come la linea di cintura su due livelli, il mezzo appare molto simile al suo predecessore.

## Versioni
Curiosamente, il Monocar 221 è stato prodotto nella sola versione da 12 metri; esiste anche una versione da 18 metri (snodato), che prende il nome di Monocar 321. Vediamo un piccolo riepilogo delle versioni prodotte:

### Monocar 221
- Lunghezza: 12 metri
- Allestimento: Urbano, Suburbano[1]
- Porte: 3, 2
- Alimentazione: Gasolio, Metano[2]

### Monocar 321
- Lunghezza: 18 metri
- Allestimento: Urbano (M321U), Suburbano (M321S)

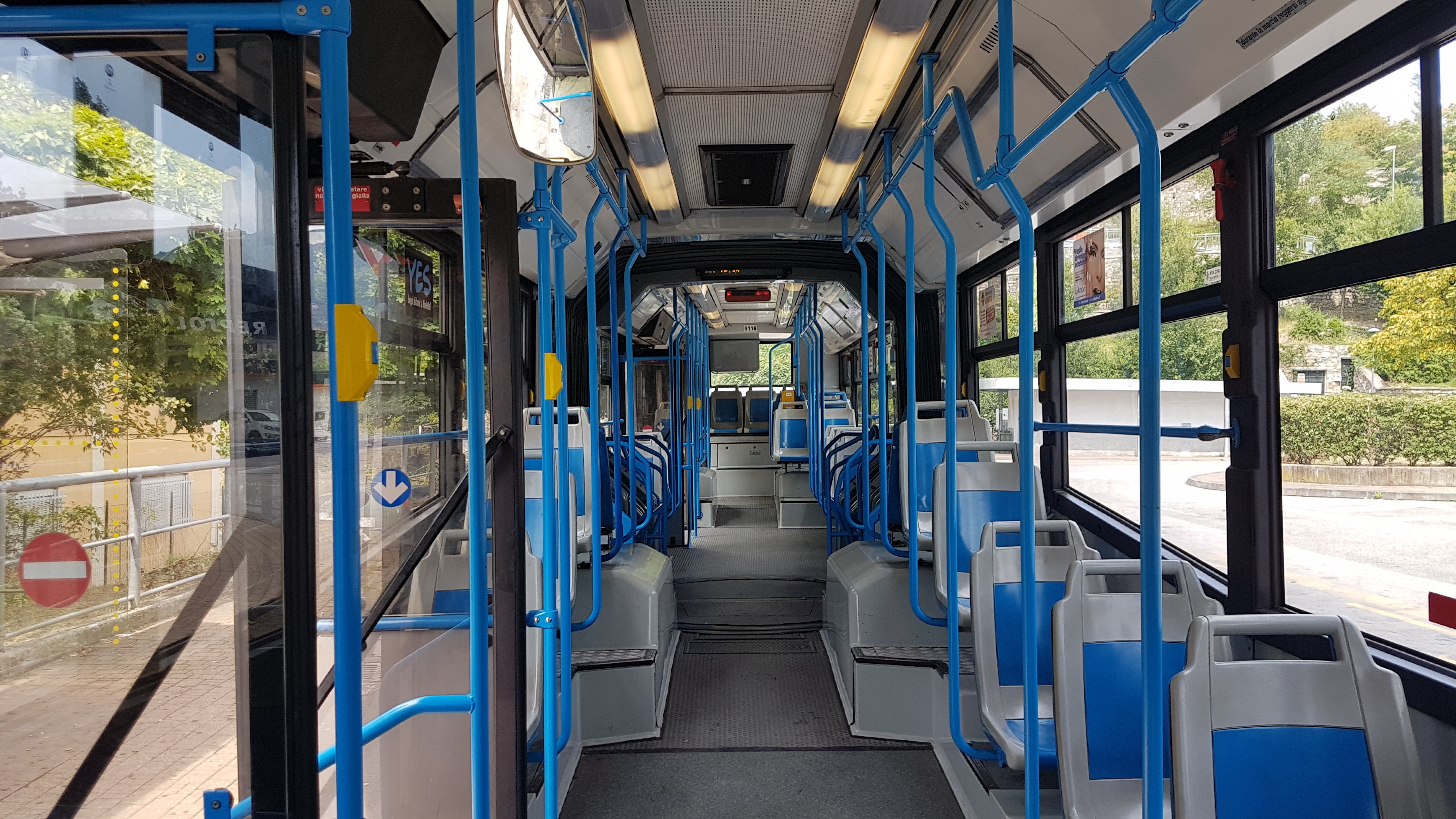
Interni del Monocar 321 U (AMT n.9118)

- Porte: 4, 3
- Alimentazione: Gasolio, Filobus[3]

## Diffusione
Il Monocar 221, nel breve periodo di commercializzazione, ha conosciuto una discreta diffusione, discrete flotte hanno prestato servizio presso ATAC Roma e TPER Bologna. Dopo la dismissione da ATAC Roma, alcune vetture sono state rivendute in altre città, tra cui la città di Craiova.
La versione snodata è stata acquistata in svariati esemplari da ATM Milano, GTT Torino, AMT Genova (69 esemplari), ATAF Firenze e la già citata ATAC Roma (240 esemplari).
Vari esemplari circolavano presso ACTV Venezia e ATV di Verona. Alcune vetture ex Verona hanno circolato presso la città Russa di San Pietroburgo. Inoltre in Russia hanno circolato seppur in prova la "201" (M321U) dell'atac roma e il filobus F321.
Sono stati salvati dalla demolizione 2 esemplari di Monocar 321: il 17 Dicembre 2019, Il Museo dell'Autobus Italiano "Storicbus" preserva la vettura n.9072 ex AMT Genova, quasi un anno dopo, l'Associazione Fitram preserva la vettura n.9064 sempre ex AMT Genova.